# Prokonsul
Under den romerska republiken följde ämbetet prokonsul efter ett konsulat i det antika Rom. En prokonsul kunde utses genom lottdragning (tillsammans med propraetorerna) till ståthållare över en romersk provins i ett år, samt uppbar juridisk immunitet under de fem år som titeln innehades.
Under det kejsarriket var kejsaren dessutom själv prokonsul över de kejsarliga provinserna, där han utnämnde legater. De senatoriala provinserna styrdes fortfarande av prokonsuler.
Av senatsprovinsernas styresmän under kejsartiden var bara två "riktiga" konsuler, de i provinserna Africa och Asia.